# 敖德薩鎮區 (北達科他州赫廷傑縣)
敖德薩鎮區（英語：Odessa Township）是位於美國北達科他州赫廷傑縣的一個鎮區。

## 地方資料
敖德薩鎮區的面積為92.79平方千米，當中陸地面積為92.63平方千米，而水域面積為0.16平方千米。根據2020年美國人口普查的數據，當地共有人口12人，而人口密度為每平方千米0.13人。